# Человек-муравей (фильм)
«Челове́к-мураве́й» (англ. Ant-Man) — американский полнометражный художественный супергеройский фильм 2015 года с участием одноимённого персонажа комиксов издания Marvel Comics. 12-я по счёту картина медиафраншизы «Кинематографическая вселенная Marvel» (КВМ), шестой фильм во Второй фазе данной франшизы и первая лента трилогии о Скотте Лэнге / Человеке-муравье. Режиссёром фильма выступил Пейтон Рид, сценаристами — Эдгар Райт, Джо Корниш, Адам Маккей и Пол Радд. Главную роль в фильме исполняет Пол Радд, в ролях второго плана — Эванджелин Лилли, Майкл Дуглас, Кори Столл, Майкл Пенья, Бобби Каннавале, Дэвид Дастмалчян, T.I. и другие. По сюжету, преступник Скотт Лэнг получает возможность стать супергероем с помощью уменьшающегося костюма. Под руководством своего наставника Хэнка Пима он должен остановить злодея, который намеревается использовать технологии Пима в злых целях.
Закрытая премьера фильма в США состоялась 29 июня 2015 года, в Европе — 8 июля. В широкий прокат в США фильм вышел 17 июля 2015 года, в России — 16 июля. Фильм стал последним во второй фазе киновселенной Marvel. В финале, вторую сцену после титров, взятую напрямую из фильма «Первый мститель: Противостояние», снимали режиссёры Энтони и Джо Руссо.
В России фильм получил возрастной рейтинг 12+. В США детям до 13 лет рекомендуется смотреть фильм с родителями.

## Сюжет
1989 год. Учёный Хэнк Пим был агентом организации «Щ.И.Т.», работая с Говардом Старком и Пегги Картер. Во время работы в «Щ.И.Т.» Пим разработал особые «частицы», способные уменьшать межатомное расстояние объектов, тем самым делая их маленькими, а также костюм Человека-муравья, способный уменьшать человека без повреждения мозговых тканей. Узнав, что коллеги пытаются воссоздать формулу его частиц без его ведома, Пим подаёт в отставку.
Летом 2015 года пожилой Хэнк Пим навещает свою компанию Pym Technologies, которую возглавил его бывший ученик Даррен Кросс. Последний представляет новый проект под названием «Жёлтый Шершень», в основе которого стоят частицы, аналогичные частицам Пима. В это время Скотта Лэнга, инженера, после трёх лет заключения за кражу со взломом, выпускают из тюрьмы. Его увольняют с работы из-за его прошлого, а бывшая жена Мэгги и её жених Джим Пакстон не разрешают ему видеться с дочерью Кэсси. Его друзья Луис, Дэйв и Курт дают ему наводку на дом с неким сейфом. С трудом, но Скотт пробирается туда, но вместо денег находит там странный костюм. Скотт забирает костюм себе и выясняет, что тот даёт носителю способность уменьшаться.
После неудачного тестирования костюма, Скотт пытается вернуть костюм обратно, но его задерживает полиция, и он под стражей в участке Пакстона. Его навещает Хэнк, который говорит ему, что следил за ним, и даёт выбор: либо Скотт остаётся под заключением, либо он выходит и работает на Пима. Скотт возвращается в камеру, где муравьи приносят ему костюм. Скотт надевает его и с помощью летающего муравья Энтони сбегает из участка. По пути Лэнг теряет сознание, но муравьи приводят его к дому Пима. Пим объясняет ему, что Скотт должен выкрасть прототип «Жёлтого Шершня» из корпорации Кросса с помощью костюма Пима. Скотт предлагает обратиться к команде «Мстители», но Хэнк замечает, что им важнее «города ронять с небес», чем помогать другим. Скотт проходит курс тренировок у Хэнка и его дочери Хоуп ван Дайн, работающей на Кросса под прикрытием. Скотт учится уменьшаться и контролировать муравьёв, которые должны помочь ему в краже. Лэнг замечает, что у Хоуп с отцом весьма натянутые отношения, так как Хэнк отказывается объяснять причину гибели её матери Джанет ван Дайн. Позже Хэнк рассказывает настоящую причину: во время военной операции в 1987 году Джанет отключила свой регулятор и, чтобы обезвредить баллистическую ракету и спасти Америку, она уменьшилась до межатомного уровня. В итоге ракета была уничтожена, но вернуться в исходные размеры Джанет не смогла. Хоуп понимает, что её отец невиновен в гибели матери и мирится с ним.
Скотт прибывает на заброшенный объект Говарда Старка, чтобы выкрасть устройство, которое необходимо для кражи. Однако выясняется, что теперь там находится штаб-квартира Мстителей. Его замечает Сэм Уилсон / Сокол и они начинают сражение. Хитростью Лэнг выводит из строя крылья Уилсона и крадёт устройство. Тем же вечером Даррен Кросс приходит к Пиму и приглашает его на первое испытание «Жёлтого Шершня». Скотт и Хоуп уверены, что это ловушка, однако Пим утверждает, что другого выбора у них нет. Хоуп узнаёт, что Даррен усилил охрану, и Скотт подключает к делу своих друзей. На следующий день Хэнк, Скотт, Хоуп и друзья Лэнга приходят на демонстрацию проекта. После успешного завершения основной задачи Скотт пытается выкрасть «Жёлтого Шершня», однако Даррен, захвативший Хэнка в заложники, ловит Скотта в специальной капсуле для Шершня. Выясняется, что Кросс собирается продать технологию организации «Гидра», которая будет использовать Шершня для захвата мира. Пим пытается остановить Даррена, однако Кросс стреляет ему в плечо. Скотт вырывается из камеры и спешит за Кроссом, сбежавшим с готовым костюмом Шершня. Хоуп и раненый Пим покидают здание на увеличенном танке, который Пим носил в качестве брелока. Друзья Скотта тоже сбегают, а сам Скотт преследует Даррена на Энтони с армией летающих муравьёв. Даррен замечает погоню и убивает Энтони. Скотт с помощью заложенных ранее зарядов уничтожает здание PymTech, а Кросс надевает костюм Жёлтого Шершня.
Скотт и Кросс сходятся в битве, и Лэнг нейтрализует противника, отбив его ракеткой для настольного тенниса в ловушку для насекомых. Прибывает Пакстон и арестовывает Скотта. Даррен приходит в себя и берёт Кэсси в заложники. Скотту удаётся сбежать от Пакстона. Даррен готовится убить девочку, однако появляется Скотт и сталкивается с ним в битве, но не может победить. Однако Скотт, несмотря на предостережение Пима, отключает регулятор и уменьшается до размеров атома, пробирается в костюм Шершня и уничтожает его. Кросс, с пробитым шлемом, начинает уменьшаться и исчезает. Лэнг оказывается в квантовом пространстве, но, благодаря увеличивающим дискам, ранее полученным от Пима, он выбирается обратно. Хэнк, оправляясь от пули, спрашивает Скотта о квантовом мире, однако тот ничего не помнит. Пим подозревает, что его жена всё ещё жива, поскольку Скотт смог выбраться оттуда. Также выясняется, что Скотт и Хоуп начали любовные отношения. Пакстон и Мэгги разрешают Скотту видеться с Кэсси. Месяц спустя Луис, в своей особой манере, сообщает Скотту, что его разыскивает Сэм Уилсон.
В первой сцене после титров, Хэнк показывает Хоуп экспериментальный, но ещё неиспытанный костюм Осы, созданный для её матери и предлагает Хоуп примерить его.
Во второй сцене после титров, Стив Роджерс и Сэм Уилсон держат у себя Баки Барнса, упоминая, что на помощь Тони Старка им рассчитывать не придётся. Сокол сообщает, что знает того, кто им нужен, намекая на Скотта.

## Актёрский состав

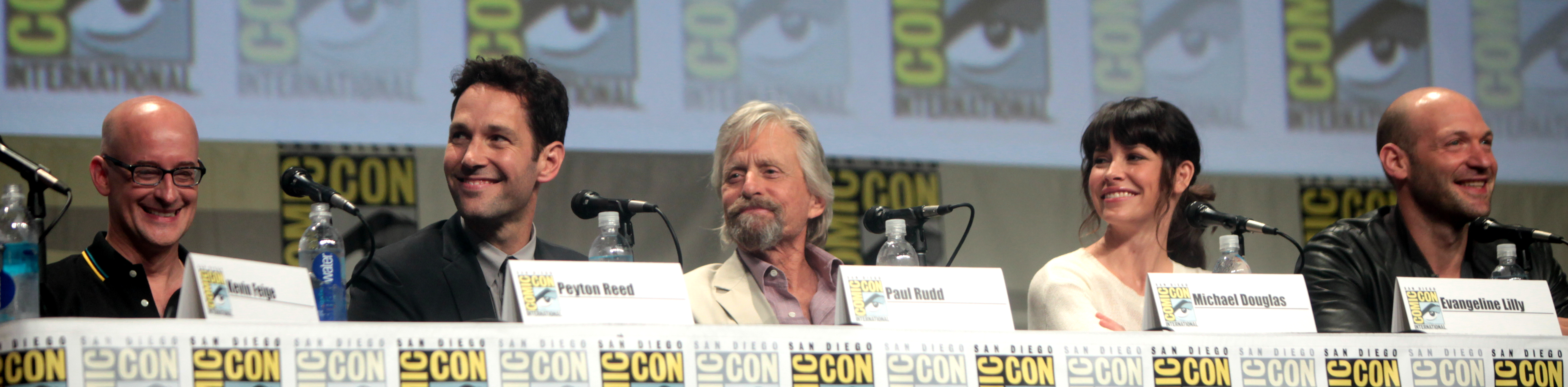
(Л-П): Пейтон Рид (режиссёр), Пол Радд, Майкл Дуглас, Эванджелин Лилли и Кори Столл на мероприятии San Diego Comic-Con в 2014 году

- Пол Радд — Скотт Лэнг / Человек-муравей:
Бывший инженер-электрик и мелкий преступник, который приобретает костюм, позволяющий ему уменьшаться в размерах[15]. Продюсер Кевин Файги по поводу кастинга Радда заявил, что несмотря на поступки, которые совершает персонаж, он всё равно остаётся обаятельным и зритель надеется на его исправление[16]. Режиссёр Пейтон Рид сравнил Лэнга с Дэнни Оушеном из фильма «Одиннадцать друзей Оушена» (2001), отметив следующее: «Он парень, который пытается начать новую жизнь и найти искупление». Чтобы привести себя в форму для роли, Радд занимался спортом, исключив из своего рациона алкоголь, жареную пищу и углеводы[17]. Радд также заявил, что не ел около года, используя при подготовке к роли подход Криса Прэтта: «Исключите на год все удовольствия и вы сможете сыграть героя»[18]. В интервью изданию The Hollywood Reporter Файги сообщил, что Радд подписал контракт с Marvel как минимум на три фильма и подтвердил, что он также появится в будущих проектах[19].
- Эванджелин Лилли — Хоуп ван Дайн:
Дочь Хэнка Пима и Джанет ван Дайн, и председатель компании Pym Technologies, работающая на Даррена Кросса под прикрытием[20][21][22]. Лилли описала свою героиню как «способную, сильную и крутую», но отметила, что воспитание двумя супергероями привело к тому, что Хоуп стала «довольно испорченным человеком…» и что из-за плохих взаимоотношений с отцом она взяла фамилию матери[23]. На протяжении всего фильма Хоуп проходит путь, который постепенно делает его героем[24]. Первоначально именно Райт предложил Лилли эту роль, но она согласилась на неё только после того, как получила новый сценарий и встретилась с Ридом. Некоторое время спустя Райт покинул проект, что также стало причиной присоединения Лилли к актёрскому составу[22]. Актриса также подписала контракт с Marvel на несколько проектов КВМ[25].
- Кори Столл — Даррен Кросс / Жёлтый шершень:
Бывший ученик Пима, который возглавляет его компанию и разрабатывает технологию на основе костюма Человека-муравья под названием «Жёлтый шершень» для военных целей[21][26][27][28]. Столл описал костюм как «следующее поколение костюма Человека-муравья» с более гладким, милитаристским видом, «как если бы Apple разработала боевой костюм»[29]. Относительно своего персонажа, Столл заявил, что Даррен больше похож на Хэнка Пима, нежели на Локи или Таноса, поскольку Кросс является блестящим учёным, но с оттенками серого, который не всегда действует по принципам морали[30]. В отличие от Радда, который одевал настоящий костюм Человека-муравья, Столл, во время съёмок сцен с костюмом Жёлтого Шершня, использовал технологию захвата движения. Рид тогда отметил, что эту технологию применяли потому, что использование натурального костюма Жёлтого Шершня было нецелесообразным[31].
- Майкл Дуглас — доктор Генри «Хэнк» Пим:
Бывший агент организации «Щ.И.Т.»[32], энтомолог и физик, разработавший особые частицы, позволяющие человеку уменьшаться в размерах; с 1963 года являлся оригинальным Человеком-муравьём, много лет спустя передаёт свой костюм Скотту Лэнгу[27][33][34][35]. Своё решение сняться в супергеройском фильме Дуглас сравнил с ролью в мелодраме «За канделябрами» (2013) и заявил, что давно мечтал поучаствовать в фильме Marvel[36]. Своего персонажа Майкл описал так: «Он из Северной Калифорнии. Он потерял контроль над своей компанией … живёт как бы в искривлённом времени. Он всегда был немного чудаком. У него в подвале есть лаборатория, а также много других вещей, о которых мы узнаем. Он пытается найти парня, с которым сможет работать и который будет обладать нужными ему характеристиками, и таким парнем оказывается Скотт»[37]. Дуглас также сообщил, что не будет носить в фильме костюм Человека-муравья[38].
- Майкл Пенья — Луис:
Бывший сокамерник и лучший друг Лэнга, а также участник его преступной команды[39][40]. Пенья отметил, что позаимствовал вокальный стиль и позитивный взгляд Луиса на жизнь у «друга его друга»: «Это его манера так говорить. Он все время улыбается, и ему всё равно. Он один из тех парней, у которых ты спрашиваешь: „Эй, чем ты занимался на выходных?“, а он с улыбкой отвечает: „Я сидел в тюрьме, чувак“»[41]. Он также объявил, что подписал контракт с Marvel на три фильма[42].
- Дэвид Дастмалчян — Курт:
Участник преступной команды Лэнга[39][43][44]. Будучи американцем, Дастмалчян работал с Исидорой Горештер, чтобы научиться говорить с русским акцентом. Дэвид заявил, что его персонаж «одержим „Лихорадкой субботнего вечера“ (1977) и Элвисом Пресли, отсюда расстёгнутая рубашка и причёска стиля помпадур[англ.]»[45]. Позже Дастмалчян добавил, что фамилия персонажа — Горештер, в честь Исидоры Горештер[46].
- Клиффорд (T.I.) Харрис-младший — Дэйв:
Участник преступной команды Лэнга[39][43][44]. Харрис назвал своего персонажа «домоседом» Лэнга[47], а также рассказал, что ему не разрешили прочитать весь сценарий, поскольку сцены снимали по ходу фильма для реалистичности игры: «Энергия, создаваемая актёрами, которые тебя окружают, вносит свой вклад в перспективу или окончательный взгляд на то, каким стал твой персонаж и что он значил для этой истории»[48].
- Энтони Маки — Сэмюэл «Сэм» Уилсон / Сокол:
Мститель и бывший десантник, обученный воздушным боям с использованием специально разработанного летательного ранца и крыльев[49]. Рид сказал, что добавление Сокола «послужило сюжетной точкой, целью в нашей истории», что позволило усилить сцены разговоров с Луисом, прописанные в сценарии Габриэлем Феррари и Эндрю Баррером[50]. Режиссёр также добавил, что Уилсон показался ему «героем нужного уровня» для этой картины, в отличие от Тора или Железного человека[51]. Пол Радд и Адам Маккей предложили включить Уилсона в фильм после просмотра ленты «Первый мститель: Другая война» (2014)[52].
- Бобби Каннавале — Джеймс «Джим» Пакстон:
Офицер Департамента полиции Сан-Франциско, помолвленный с бывшей женой Скотта Лэнга[37][53]. Каннавале заявил, что Радд и Маккей убедили его присоединиться к фильму во время переписывания сценария. Актёр также добавил, что во время съёмок чувствовал себя как в независимом фильме, а не в масштабном блокбастере, и что ему, как и многим другим актёрам, разрешалось импровизировать на съёмочной площадке[53]. Изначально на эту роль приглашали Патрика Уилсона[54], но в итоге он покинул проект из-за конфликтов между графиками съёмок[55].
- Вуд Харрис — Гейл: офицер полиции Сан-Франциско и напарник Джима Пакстона[43][44].
- Джуди Грир — Мэгги: бывшая жена Скотта Лэнга и мать Кэсси Лэнг[43][44][56].
- Эбби Райдер Фортсон — Кассандра «Кэсси» Лэнг: дочь Скотта Лэнга и Мегги[19][24][57].

Джон Слэттери и Хейли Этвелл повторяют роли Говарда Старка и Маргарет «Пегги» Картер соответственно. Слэттери заявил, что его участие в «Человеке-муравье» не больше, чем в «Железном человеке 2» (2010), в то время как Этвелл назвала свою роль «эпизодической». Грегг Туркингтон появляется в роли Дэйла, менеджера магазина мороженного Baskin-Robbins, а Мартин Донован играет Митчелла Карсона, бывшего агента «Щ.И.Т.», который работает на преступную организацию «Гидра» и пытается приобрести технологию «Жёлтый шершень». Ютубер Анна Акана играет роль журналистки в истории Луиса в конце фильма. Гарретт Моррис, который в 1970-х изображал Человека-муравья в юмористической передаче Saturday Night Live, предстал в образе водителя такси. Один из создателей Человека-муравья, Стэн Ли, исполнил роль бармена в рассказе Луиса. Крис Эванс и Себастиан Стэн появляются во второй сцене после титров в ролях Стива Роджерса / Капитана Америки и Баки Барнса соответственно. Хейли Ловитт исполняет эпизодическую роль Джанет ван Дайн / Осы. Ловитт была избрана на эту роль из-за схожести её глаз с глазами Мишель Пфайффер, поскольку Рид мечтал поставить на роль Осы именно Пфайффер; в итоге Мишель всё же получила роль Джанет в сиквеле «Человек-муравей и Оса» (2018). Томас Кенни озвучивает игрушечного кролика, которого Скотт дарит Кэсси. Комик Том Шарплинг сыграл роль человека, который продал Лэнгу лотерейный билет; в конце концов сцена была вырезана из финальной версии фильма.

## Производство

### Разработка
«Человек-муравей интересен тем, что он является одним из первых Мстителей, о чём, мне кажется, многие люди забывают. Мне нравится идея быть в кинематографической вселенной… А также, что в фильме будет некая передача эстафеты. Между персонажами Майкла Дугласа и Пола Радда (Хэнком Пимом и Скоттом Лэнгом) произошла некая странная связь наставника и ученика. Хэнк Пим — старый Человек-муравей, который пытается найти кого-нибудь молодого себе на замену. Мне это очень нравится. Я считаю это классикой комиксов Marvel и то, чего мы действительно не видели во вселенной».
Разработка фильма о Человеке-муравье началась ещё в конце 1980-х годов, когда один из создателей персонажа, Стэн Ли, предложил идею экранизации New World Entertainment, материнской компании Marvel Comics на тот момент. Однако Walt Disney Pictures разрабатывала комедию «Дорогая, я уменьшил детей» (1989) со схожей концепцией, и хотя «Человек-муравей» вошёл в стадию разработки, дальше он не продвинулся. В 2000 году Говард Стерн встречался с Marvel в попытке приобрести права на экранизацию «Человека-муравья». В мае того же года компания Artisan Entertainment объявила о заключении соглашения с Marvel по совместному производству, финансированию и распространению фильма о Человеке-муравье. В 2003 году Эдгар Райт и Джо Корниш написали сценарий для Artisan. По словам Райта, в ней Скотт Лэнг был грабителем, однако Artisan хотели сделать картину «семейной». Права на фильм вернулись к Marvel после того, как Lionsgate купила Artisan в конце 2003 года. В следующем году дуэт обратился с предложением о создании фильма к руководителю производства Marvel Studios Кевину Файги. В апреле 2006 года Marvel Studios назначили Райта режиссёром и соавтором сценария вместе с Корнишем в рамках своей первой линейки независимых фильмов про супергероев. Райт также выступил сопродюсером вместе со своим партнёром по Big Talk Productions, Нирой Парк.
В 2006 году на Comic-Con International в Сан-Диего Райт рассказал, что был заинтригован концепцией и характером истории. Он также подчеркнул, что фильм будет не кинопародией, а приключенческим боевиком с комедийными элементами и будет включать в себя оба воплощения персонажа — Хэнка Пима и Скотта Лэнга. Эдгар также отметил, что изначально он хотел сделать пролог, в котором Хэнк Пим действовал как Человек-муравей в 1960-х в стиле комикса Tales to Astonish, а затем показать историю Скотта Лэнга, который приобретает костюм и пересекается и объединяется с Пимом. Однако в феврале следующего года Райт заявил, что проект был заморожен на время переработки сценария, а также рассказал, что изучал нанотехнологии и проводил исследования для точности фильма. В марте 2008 года он объявил, что первый вариант сценария был завершён, и что идёт работа над второй версией. В феврале 2010 года Стэн Ли написал в Твиттере о начале производства фильма и что он встречался с Райтом, чтобы обсудить персонажа. На Comic-Con International в Сан-Диего в 2010 году Райт подтвердил, что «Человек-муравей» расскажет историю происхождения персонажа, а также добавил, что картина выйдет только после фильма «Мстители» (2012) и что героя не будет в команде супергероев, однако отметил, что он может появиться в будущих проектах по данной команде. В январе следующего года Райт заявил о возобновлении работы над сценарием после международного продвижения боевика «Скотт Пилигрим против всех» (2010). В апреле того же года Райт и Корниш предоставили Marvel второй черновик сценария, а через некоторое время — третий.
В мае 2012 года Файги заявил, что проект «близок, как никогда раньше», а Райт анонсировал картину в своём Твиттере, опубликовав пиктограмму Человека-муравья. В июне Райт создал ролик с главным героем, чтобы проверить, насколько убедительно будет выглядеть Человек-муравей на экране. В том же году кадры ролика были показаны на Comic-Con International. Жермен Люссье из /Film назвала кадры «потрясающими», а Кэти Рич из CinemaBlend высоко оценила дизайн костюмов. В октябре Disney анонсировали премьеру фильма — 6 ноября 2015 года. В январе 2013 года Файги добавил, что «Человек-муравей» станет частью Третьей фазы медиафраншизы «Кинематографическая вселенная Marvel» (КВМ), и через пять месяцев сообщил, что сценарий будет переписан, чтобы интегрировать персонажа в киновселенную, поскольку проект разрабатывался ещё до выхода первого фильма вселенной «Железный человек» (2008). Он также заявил, что подбор актёров начнётся в конце 2013 года, а съёмочный процесс — в следующем году. И июле 2013 года Райт заявил, что сценарий был завершён, а Marvel разрешили ему отложить производство фильма, чтобы он смог закончить работу над комедией «Армагеддец», поскольку у продюсера фильма, Эрика Феллнера, был диагностирован рак.
В августе 2013 года Джосс Уидон, режиссёр картины «Мстители: Эра Альтрона» (2015), заявил, что Хэнк Пим не будет создателем Альтрона; Райт отметил, что для внедрения Человека-муравья в киновселенную достаточно одного фильма, и что Альтрон никогда не был частью этой истории. Он также назвал «Человека-муравья» самостоятельным проектом, но добавил, что это не помешает ему быть частью КВМ. В августе 2013 года в интервью издания Collider Райт заявил, что предпроизводство фильма начнётся в октябре того же года и подтвердил, что съёмки стартуют в 2014 году. В следующем месяце Disney объявили о переносе премьеры картины на 31 июля 2015 года.

### Предпроизводство
В октябре 2013 года Райт сообщил, что прибыл в Лос-Анджелес для работы над фильмом, опубликовав в Твиттере фотографию со съемок пробного ролика, сделанную в июне 2012 года. На главную роль рассматривались Джозеф Гордон-Левитт и Пол Радд, однако позже Гордон-Левитт отверг информацию о том, что ему предлагали эту роль. Файги тогда заявил, что «Человек-муравей» станет «фильмом о краже», и что позже они объявят имя актёра, выбранного на роль Хэнка Пима. В следующем месяце он добавил, что Человек-муравей Эрика О’Греди не будет фигурировать в фильме, в то время как Радд является главным претендентом на роль Хэнка Пима. Однако планы по съёмкам в Великобритании были сорваны, поэтому в конце месяца фильм предложили снимать в США. В декабре того же года Райт, будучи фанатом комиксов о Человеке-муравье, заявил, что отличие «Человека-муравья» от других фильмов про изменение размера заключается в том, что главный герой может делать с этой способностью всё, что угодно, что «является скорее силой, чем препятствием». 19 декабря появились новости о том, что Пол Радд ведёт переговоры о съёмках в фильме, а уже на следующий день Marvel подтвердили, что он получил роль Скотта Лэнга / Человека-муравья.
В январе 2014 года Райт опубликовал в своем блоге скриншот эпизода «To Steal an Ant-Man» из сериала «Мстители: Величайшие герои Земли» (2010—2012), в котором появляется Хэнк Пим и Скотт Лэнг, с подписью «домашняя работа». Съемки были запланированы на студии Pinewood Atlanta в округе Фейетт (штат Джорджия), а Майкл Дуглас получил роль Пима. В то же время Disney вновь перенесла премьеру, уже на 17 июля 2015 года. В следующем месяце Эванджелин Лилли начала переговоры о присоединении к актёрскому составу в главной женской роли, а Райт объявил, что оператором-постановщиком выступит Билл Поуп, с которым он ранее работал над фильмами «Скотт Пилигрим против всех» и «Армагеддец». На главную женскую роль также рассматривались Брайс Даллас Ховард, Рашида Джонс и Джессика Честейн; последняя отказалась от роли сама. В марте Райт и Корниш предоставили пятый вариант сценария, в котором также была сцена, которая должна была стать прелюдией к картине и одной из сцен после титров фильма «Эры Альтрона».
23 мая 2014 года Райт покинул проект из-за различия во взглядах на художественное направление фильма со студией; большая часть команды режиссёра также ушла из проекта. 30 мая Адам Маккей вел переговоры о замене Райта, но на следующий день вышел из переговоров из уважения к Райту. На пост режиссёра рассматривались Рубен Флейшер, Роусон Маршалл Тёрбер, Николас Столлер, Дэвид Уэйн и Майкл Даус. 7 июня Marvel объявила, что режиссёром выступит Пейтон Рид, а Маккей примет участие в написании сценария. В июне Файги подтвердил, что фильм выйдет в прокат 17 июля 2015 года, а его производство начнётся 18 августа 2014 года.

### Съёмки
Основные съёмки, под рабочим названием Bigfoot, начались 18 августа 2014 года в Сан-Франциско. Многие сцены снимались в Тендерлоине и в парке Буена-Виста. В конце сентября 2014 года съёмки продолжились на студии Pinewood Atlanta Studios в округе Фейетт (штат Джорджия); в то же время Дэвид Каллахам закончил переписывание сценария. Для съёмок сцен со зданием Pym Tech, которое, по сюжету, располагается на острове Трежер-Айленд, Marvel Studios вырубила восемь деревьев перед старым зданием Государственного архива в центре Атланты, и позже заявила, что не только пересадит деревья, но и выплатит $ 8000 на покупку и посадку новых деревьев на кладбище Окленда. В октябре к актёрскому составу присоединился Мартин Донован, а Файги заявил, что фильм не будет первым проектом Третьей фазы КВМ, а станет финальным фильмом Второй. 5 декабря 2014 года Рид объявил в социальных сетях, что основные съемки картины завершены.

## Музыка
16 февраля 2014 года стало известно, что Стивен Прайс напишет музыку к фильму. Однако вскоре Прайс покинул проект после ухода из него Райта. В итоге композитором фильма стал канадский композитор Кристоф Бек.

## Маркетинг
В марте 2014 года телесеть ABC выпустила телевизионный спецпроект под названием «Marvel Studios. Собирая Вселенную», которая содержала маленький отрывок из фильма «Человек-муравей». В июле 2014 года Рид, Радд, Дуглас, Лилли и Столл появились на панели Marvel Studios на «Комик-Коне-2014» в Сан-Диего, чтобы помочь разрекламировать фильм и продемонстрировать тестовые спецэффекты с участием Радда и Дугласа. Первый трейлер блокбастера студия выложила вместе с премьерой сериала «Агент Картер» 7 января 2015 года, а второй трейлер появился 13 апреля. Помимо этого, фильм рекламировался при помощи оригинальных билбордов — не традиционно огромных плакатов, а, наоборот, неприметных табличек, что является аллюзией на главную способность Человека-муравья.

## Реакция

### Кассовые сборы
«Человек-муравей», имея производственный бюджет в $130 млн, заработал $180.2 млн в Северной Америке и $339.1 млн на территории других стран, собрав в общей сложности $519.43 млн.

### Критика
«Человек-муравей» был хорошо принят кинокритиками. На сайте Rotten Tomatoes его рейтинг «свежести» составляет 81 % со средней оценкой в 6,8 баллов из 10 на основе 271 рецензии.

### Награды и номинации
| Наименование награды                                 | Дата церемонии вручения | Категория                                                                         | Получатель(-и)                                                        | Результат | Источ.          |
| ---------------------------------------------------- | ----------------------- | --------------------------------------------------------------------------------- | --------------------------------------------------------------------- | --------- | --------------- |
| «Золотой трейлер»                                    | 6 мая 2015              | «Лучший трейлер летнего блокбастера»                                              | «Chance» (Trailer Park, Inc.)                                         | Номинация | [ 149 ] [ 150 ] |
| «Золотой трейлер»                                    | 4 мая 2016              | «Лучшее приключенческое фэнтези»                                                  | «Control» (MOCEAN)                                                    | Номинация | [ 151 ] [ 152 ] |
| «Золотой трейлер»                                    | 4 мая 2016              | «Лучший ТВ-тизер приключенческого фэнтези»                                        | «Operation Online» (MOCEAN)                                           | Номинация | [ 151 ] [ 152 ] |
| Teen Choice Awards                                   | 16 августа 2016         | «Выбор звезды летнего кино: Актёр»                                                | Пол Радд                                                              | Номинация | [ 153 ]         |
| Teen Choice Awards                                   | 16 августа 2016         | «Выбор звезды летнего кино: Актриса»                                              | Эванджелин Лилли                                                      | Номинация | [ 153 ]         |
| Hollywood Music in Media Awards                      | 11 ноября 2015          | «Лучшая оригинальная музыка в научно-фантастическом фильме»                       | Кристоф Бек                                                           | Номинация | [ 154 ] [ 155 ] |
| Награды Ассоциации кинокритиков штата Джорджия       | 8 января 2016           | «Премия Оглторпа за выдающиеся достижения в области кинематографа штата Джорджия» | «Человек-муравей»                                                     | Победа    | [ 156 ]         |
| «Выбор критиков»                                     | 17 января 2016 года     | «Лучшая мужская роль в боевике»                                                   | Пол Радд                                                              | Номинация | [ 157 ]         |
| «Эдди»                                               | 29 января 2016          | «Лучший монтаж художественного фильма — комедии или мюзикла»                      | Дэн Лабентал и Колби Паркер-младший                                   | Номинация | [ 158 ] [ 159 ] |
| Награды Общества специалистов по визуальным эффектам | 2 февраля 2016          | «Выдающееся создание окружения в фотореалистичном фильме»                         | Флориан Витцель, Тейлор Шоу, Алексис Холл и Хит Крайнак (за Микромир) | Номинация | [ 160 ]         |
| Награды Общества специалистов по визуальным эффектам | 2 февраля 2016          | «Выдающаяся виртуальная операторская работа в CG-проекте»                         | Джеймс Бейкер, Алекс Кан, Томас Лафф и Ребекка Бейлер (за макро-экшн) | Номинация | [ 160 ]         |

## Продолжение
В октябре 2015 года Marvel Studios подтвердила, что сиквел под названием «Человек-муравей и Оса» планируется к выпуску 6 июля 2018 года. К концу октября Рид вступил в переговоры, чтобы вновь занять режиссёрское кресло. В ноябре 2015 года было подтверждено, что он вернётся к работе над сиквелом наряду с Раддом и Лилли. Майкл Дуглас также вернётся в роли Хэнка Пима.